# Žalobín
Žalobín es un municipio del distrito de Vranov nad Topľou en la región de Prešov, Eslovaquia, con una población estimada a final del año 2024 de 815 habitantes.
Se encuentra ubicado en el centro-sur de la región, cerca del río Topľa (cuenca hidrográfica del río Tisza) y de la frontera con la región de Košice.

## Demografía
| Año        | 1994 | 2004    | 2014    | 2024    |
| ---------- | ---- | ------- | ------- | ------- |
| Población  | 701  | 759     | 816     | 815     |
| Diferencia |      | +8,27 % | +7,50 % | −0,12 % |

| Año        | 2023 | 2024 |
| ---------- | ---- | ---- |
| Población  | 815  | 815  |
| Diferencia |      | +0 % |